# Quingey
 Quingey  es una población y comuna francesa, en la región de Franco Condado, departamento de Doubs, en el distrito de Besançon. Es el chef-lieu del cantón de Quingey, aunque Arc-et-Senans tiene mayor población.

## Demografía
| 836 | 854 | 936 | 920 | 980 | 1049 |
| Para los censos de 1962 a 1999 la población legal corresponde a la población sin duplicidades (Fuente: INSEE [Consultar]) |     |     |     |     |      |